# Sistema Globalmente Armonizado de Clasificación y Etiquetado de Productos Químicos

Pictograma GHS para designar materiales peligrosos para la salud humana

El Sistema Globalmente Armonizado de Clasificación y Etiquetado de Productos Químicos  (SGA o GHS, por el acrónimo de Global Harmonized System en inglés) ofrece un conjunto de criterios armonizados sobre el peligro de las sustancias químicas. Estos criterios se utilizan en las etiquetas y las fichas de datos de seguridad para informar de los peligros. Dado que el Toolkit Internacional de Control de Sustancias Químicas utiliza las declaraciones de peligro del GHS para identificar la franja de peligro como primer paso en el uso del Toolkit en el lugar de trabajo, permite materializar las declaraciones de las etiquetas en medidas prácticas de control.
La decisión de crear el GHS se originó a partir del Capítulo 19 de la Agenda 21, aprobada en la Conferencia de las Naciones Unidas sobre el Medio Ambiente y el Desarrollo (CNUMAD, 1992). Tras una labor técnica intensiva para acordar los criterios armonizados, se adoptó el GHS en 2002.
Este trabajo técnico se coordinó y gestionó bajo los auspicios del Grupo de Coordinación de la Armonización de los Sistemas de Clasificación de Productos Químicos (CG/HCCS) del Programa Interinstitucional de Gestión Racional de los Productos Químicos (IOMC). Los responsables de las cuestiones técnicas necesarias para completar el trabajo fueron: la Organización Internacional del Trabajo (OIT) para la comunicación de peligros; la Organización para la Cooperación y el Desarrollo Económico (OCDE) para la clasificación de los peligros para la salud y ambientales; y el Subcomité de Expertos en Transporte de Mercaderías Peligrosas de las Naciones Unidas (UNSCETDG) y la OIT para los peligros físicos. Los criterios armonizados permiten:
- Clasificar las sustancias químicas por el peligro que entrañan.
- Etiquetarlas mediante declaraciones y pictogramas de peligro normalizados.

En la actualidad, el GHS puede utilizarse en todo el mundo. En su Plan de Aplicación adoptado en Johannesburgo el 4 de septiembre de 2002, la Cumbre Mundial sobre el Desarrollo Sostenible (CMDS) alentó a los países a aplicar el nuevo GHS lo antes posible. El mantenimiento del GHS corre actualmente a cargo de un Subcomité del Consejo Económico y Social de las Naciones Unidas: el Subcomité del Sistema Mundialmente Armonizado de Clasificación y Etiquetado de Productos Químicos (Subcomité GHS).
La aplicación del GHS ya se ha iniciado: países piloto de diversas regiones del mundo han incorporado el sistema a sus prácticas nacionales. Si se presta el suficiente apoyo a la formación y a la asistencia técnica, lo más probable es que se produzca la incorporación generalizada tanto del GHS como de los mecanismos eficaces de comunicación de riesgos a las infraestructuras nacionales jurídicas y técnicas. Para lograr este objetivo, el Programa de UNITAR/OIT/IOMC para el desarrollo de la capacidad del GHS está llevando a cabo actividades de asociación y ofreciendo apoyo para ayudar a los países a desarrollar y aplicar el GHS. Este trabajo ofrece la oportunidad de colaborar en la aplicación mundial del Toolkit Internacional de Control de Sustancias Químicas.

## Pictogramas de Peligro

GHS01 -Bomba Explotando - Explosivo.
GHS02 -Llama - Inflamable
GHS03 -Llama sobre círculo - Oxidante
GHS04 -Botella de Gas - Gas Presurizado
GHS05 -Corrosión - Corrosivo.
GHS06 -Cráneo y Tibias Cruzadas - Veneno o peligro de muerte.
GHS07 -Signo de Exclamación - Irritante.
GHS08 -Pecho agrietado - Peligro para la Salud, Mutagénico, Cancerígeno, Reprotóxico
GHS09 -Medio Ambiente - Dañino para el ambiente.

## El GHS en Europa
En Europa  el SGA (o GHS de sus siglas en inglés) comenzó a implantarse con modificaciones en enero de 2009, bajo las siglas CLP, acrónimo de Classification, Labelling and Packaging. En junio de 2015 la implantación estuvo concluida y en la Unión Europea sólo puede usarse esta nueva clasificación.
Este sistema toma como base las pautas marcadas por la ONU, pero lo aproxima al viejo sistema existente en la zona; así por ejemplo la toxicidad aguda que en el SGA cuenta con 5 categorías, en el CLP cuenta sólo con 4, desapareciendo la 5ª categoría marcada por la ONU. Además añade frases de riesgo no consideradas en el sistema armonizado que sí se tenían ya en cuenta en la Unión Europea, llamadas frases EUH (European Union Specific Hazard Statements).